# Ronxhy
Ronxhy (en wallon : Ronxhî en rifondou walon  ou Ronhî en système Feller) (/ʁɔ̃ːi/ ou /ʁɔ̃ːhi/) est un hameau de la commune et ville belge de Malmedy située en Région wallonne dans la province de Liège. Avant la fusion des communes de 1977, Ronxhy faisait partie de la commune de Bellevaux-Ligneuville

## Description
Situé à environ 5 km au sud du centre de Malmedy, Ronxhy, paisible petit hameau, se trouve à l'écart des grands axes routiers entre Bellevaux situé plus au sud dans la vallée de l'Amblève et Hédomont implanté au nord-est sur une crête ardennaise. L'environnement du village mêle prairies et parcelles boisées.

## Patrimoine
- Un ancien crucifix aux extrémités évasées comportant à son pied un écriteau adressé aux Chrétiens avoisine une potale en brique colonisée à sa base par du lierre et dressée au pied d'un chêne. Celle-ci a été rénovée en 2020.